# Нойвид
Нойви́д (нем. Neuwied) — город в Германии, центр земельного района Нойвид, расположен на севере земли Рейнланд-Пфальц.
Входит в состав земельного района Нойвид. Население города составляет 63 769 человек (на 31 декабря 2014 года). Занимает площадь 86,50 км². Официальный код — 07 1 38 045.
Город подразделяется на 13 городских районов.

## Знаменитые земляки
- Зигерт, Август Фридрих (1820—1883) — немецкий живописец.
- Вольф, Фридрих (1888—1953) — немецкий писатель, драматург, общественный и политический деятель.
- Рейхард, Пауль (1854—1938) — немецкий путешественник по Африке.
- Рёнтген, Давид (1743—1807) — европейский мебельный мастер XVIII века.
- Гамбс, Генрих Даниэль (1765—1831) — мебельный мастер, работавший в России в начале XIX века.
- Роккенфеллер, Майк (род. 1983) — автогонщик

## Фотографии

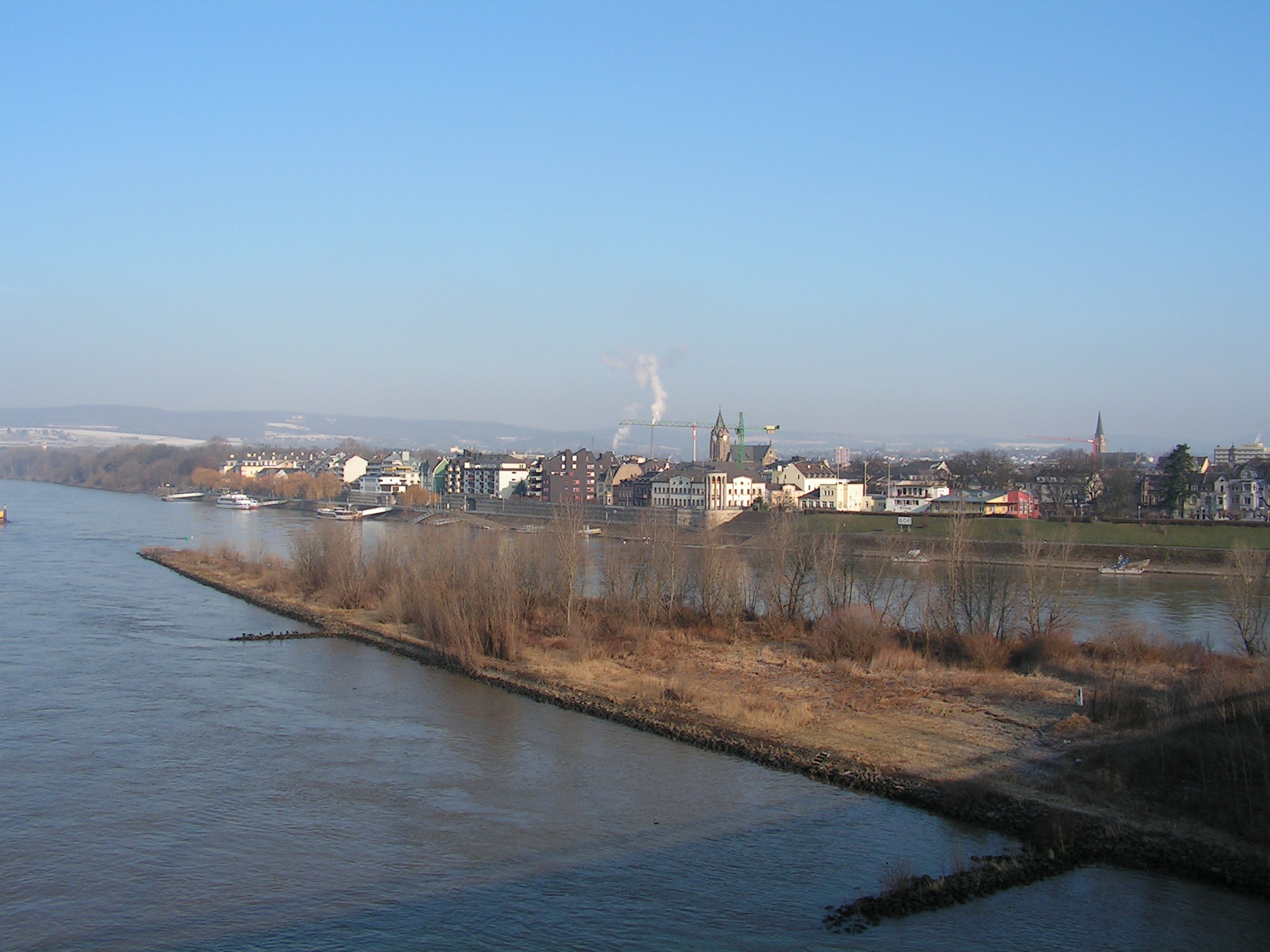
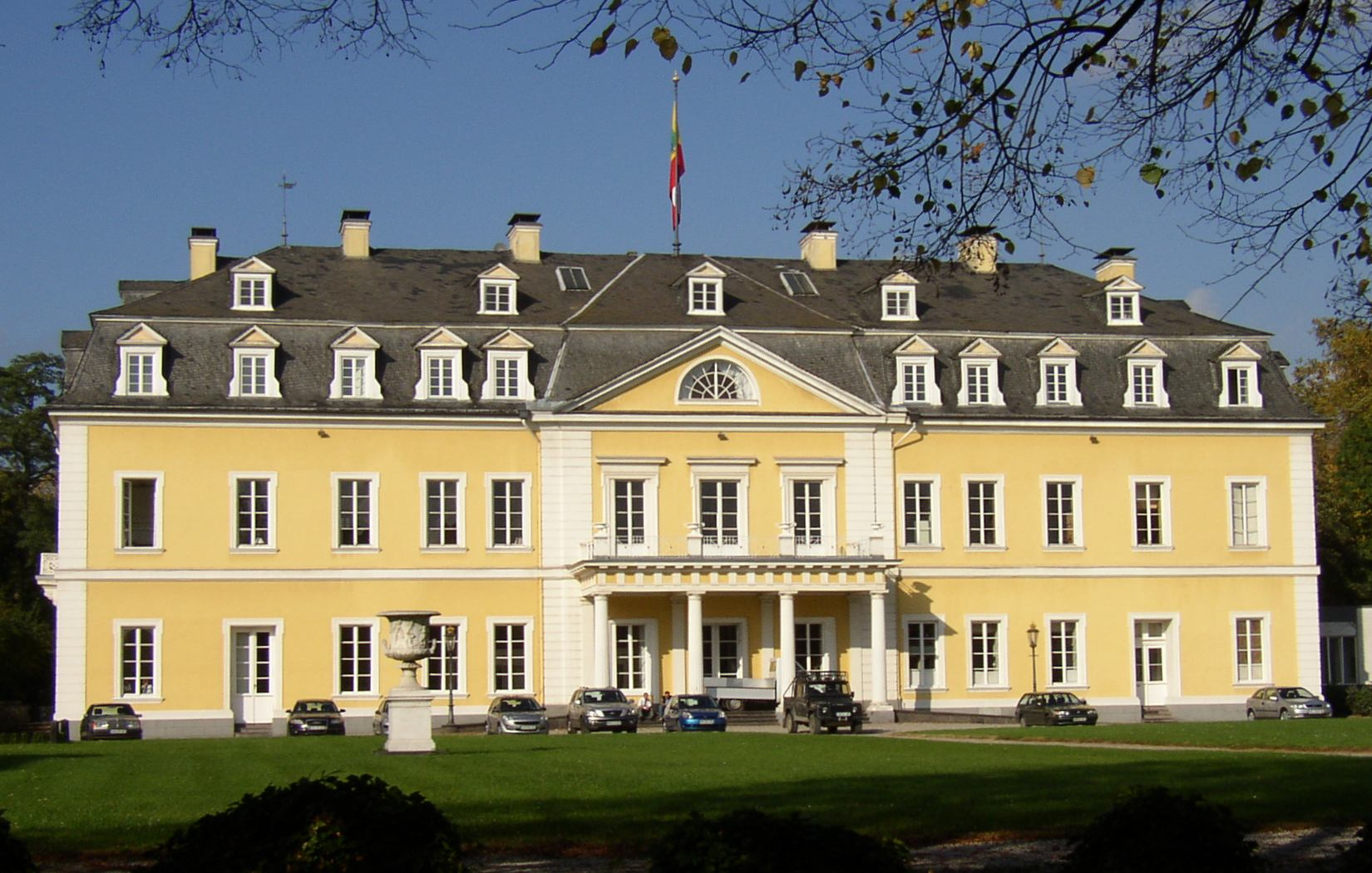
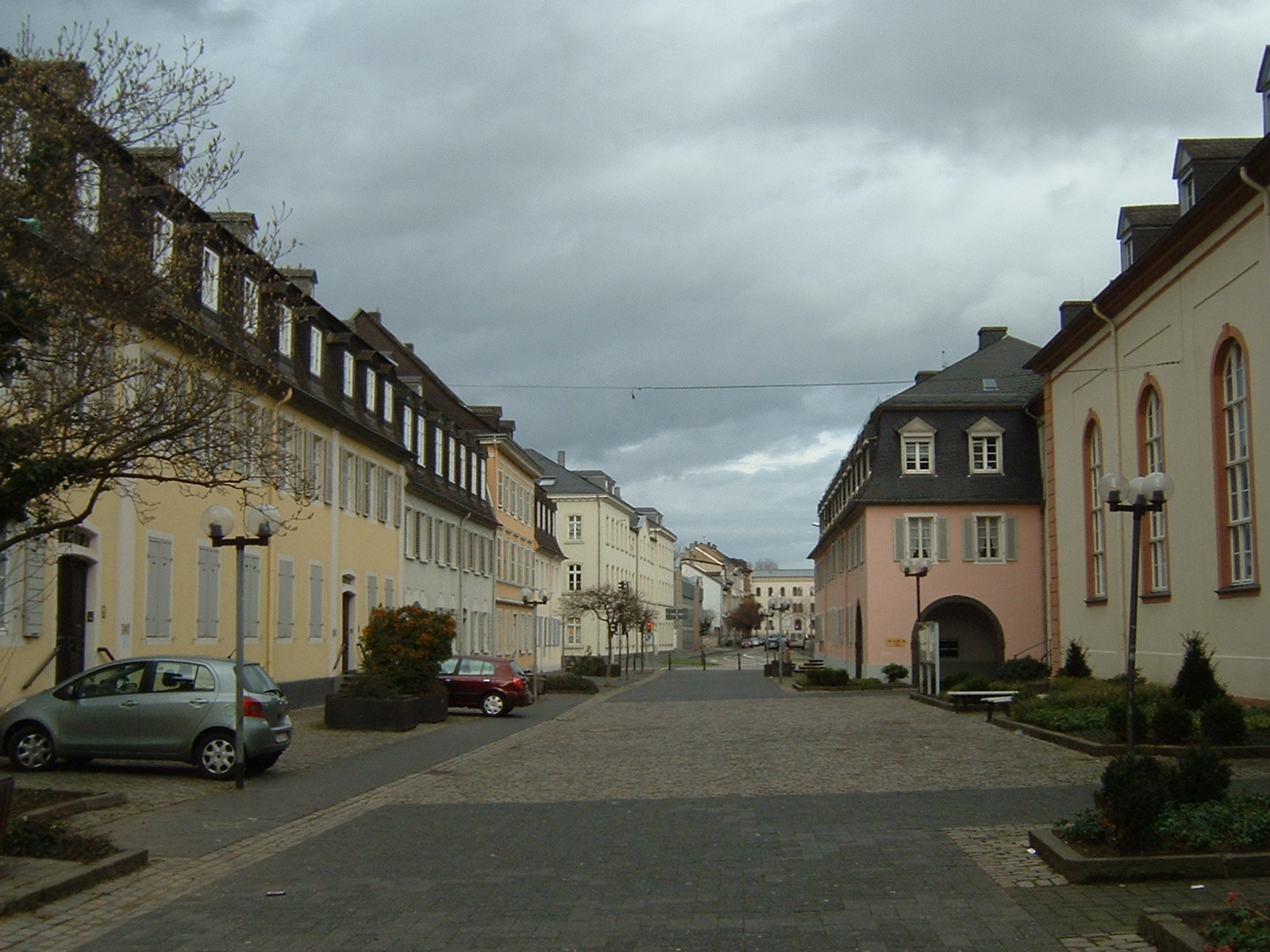
Церковь
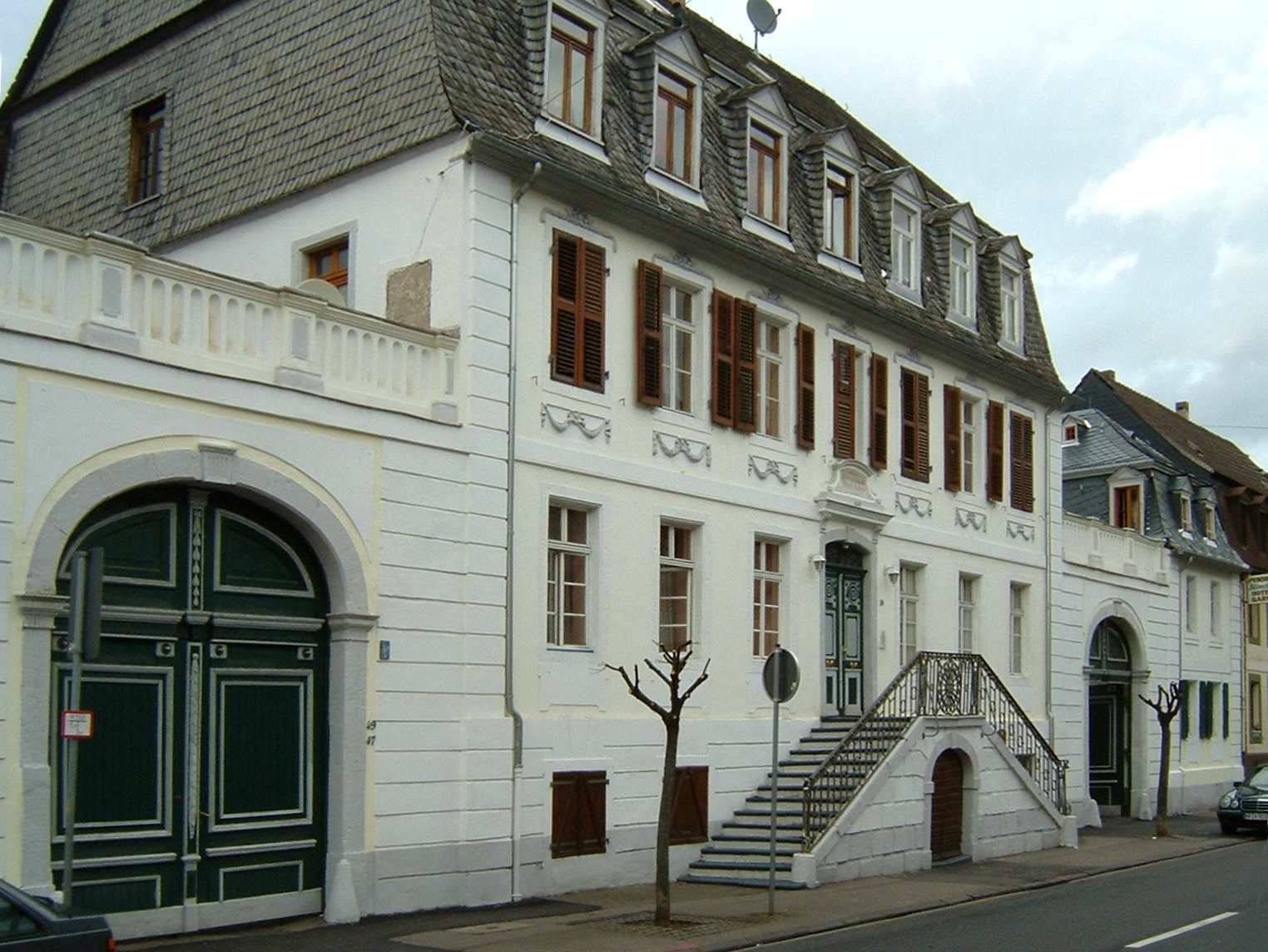
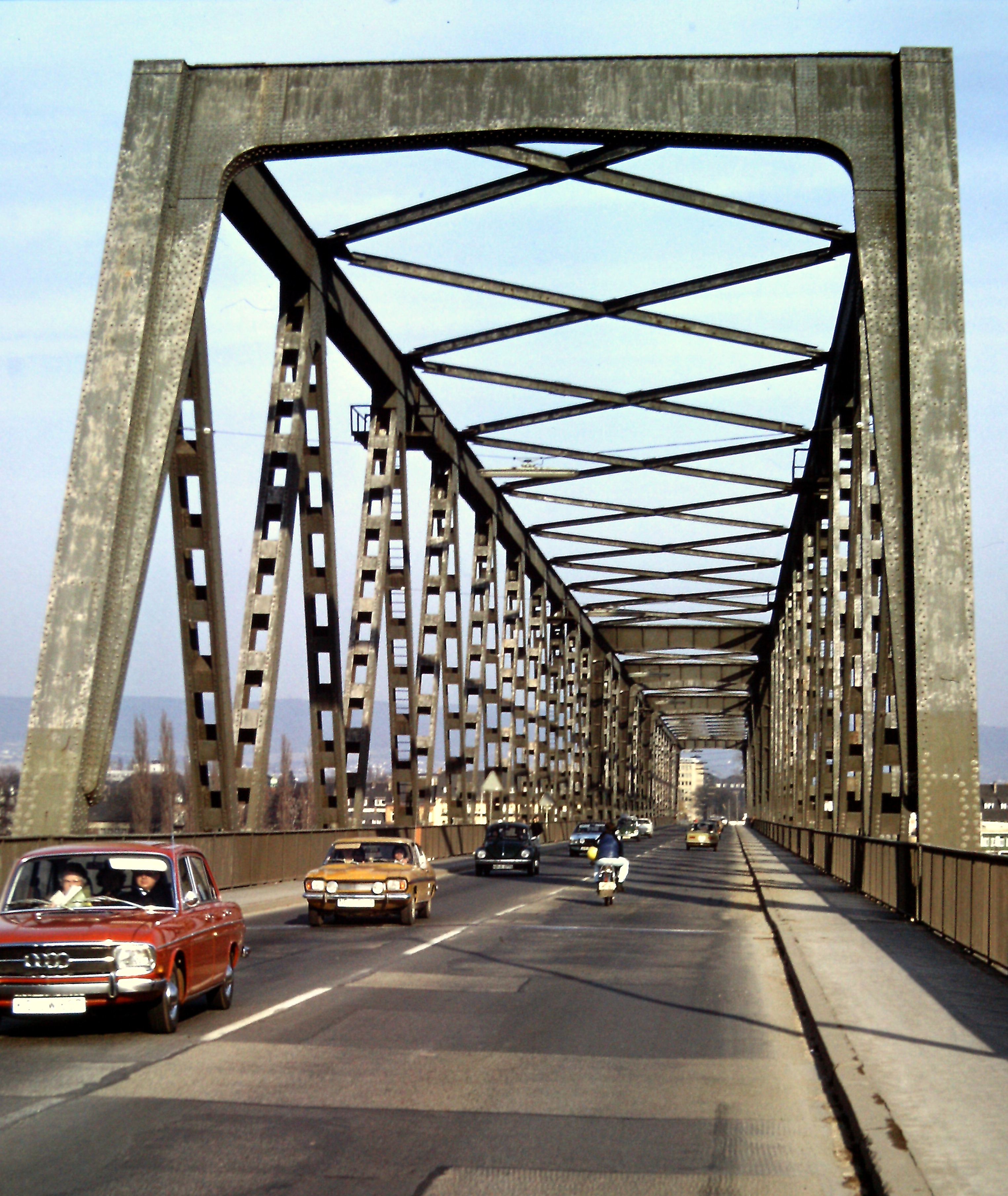
Мост
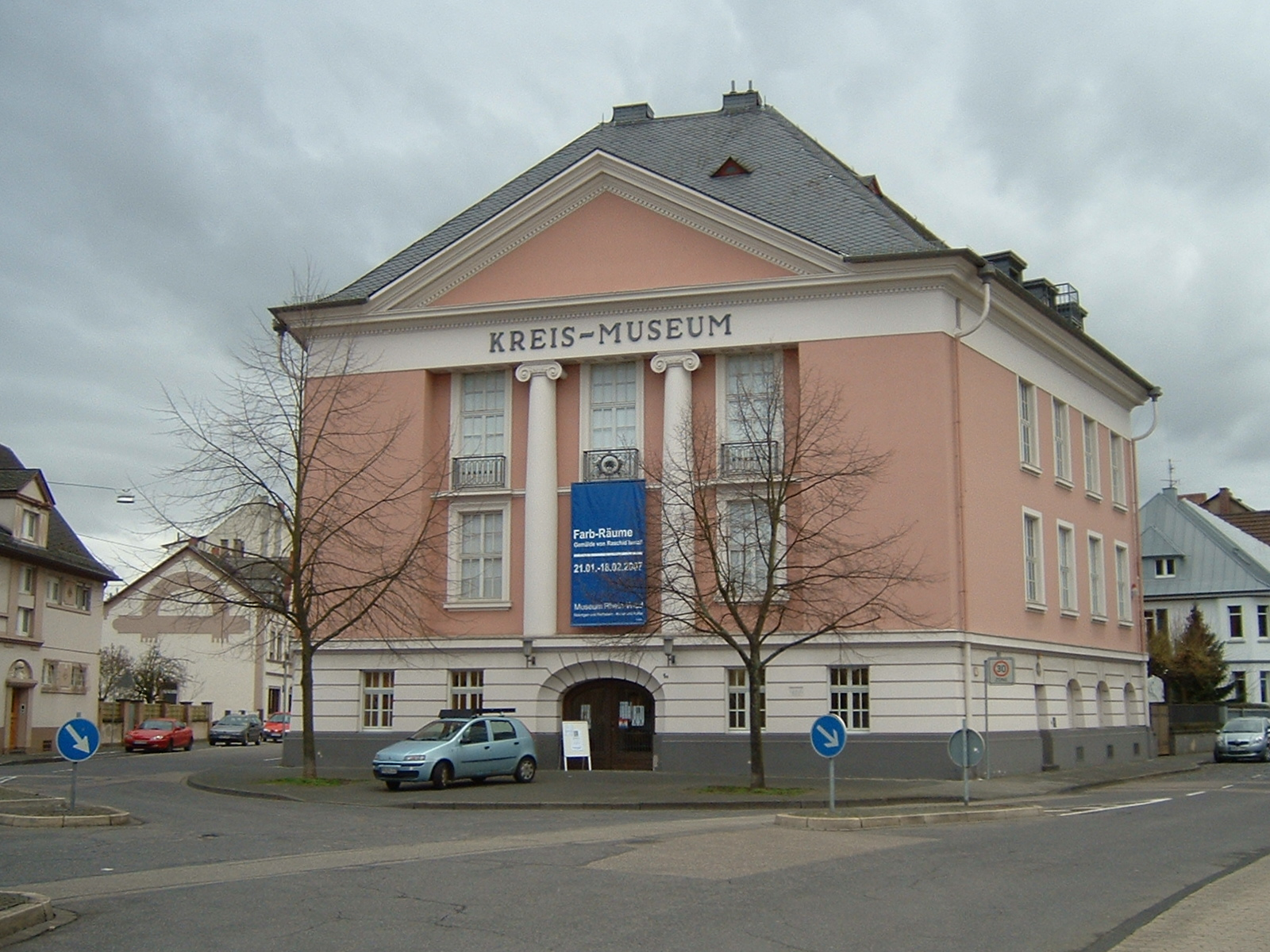
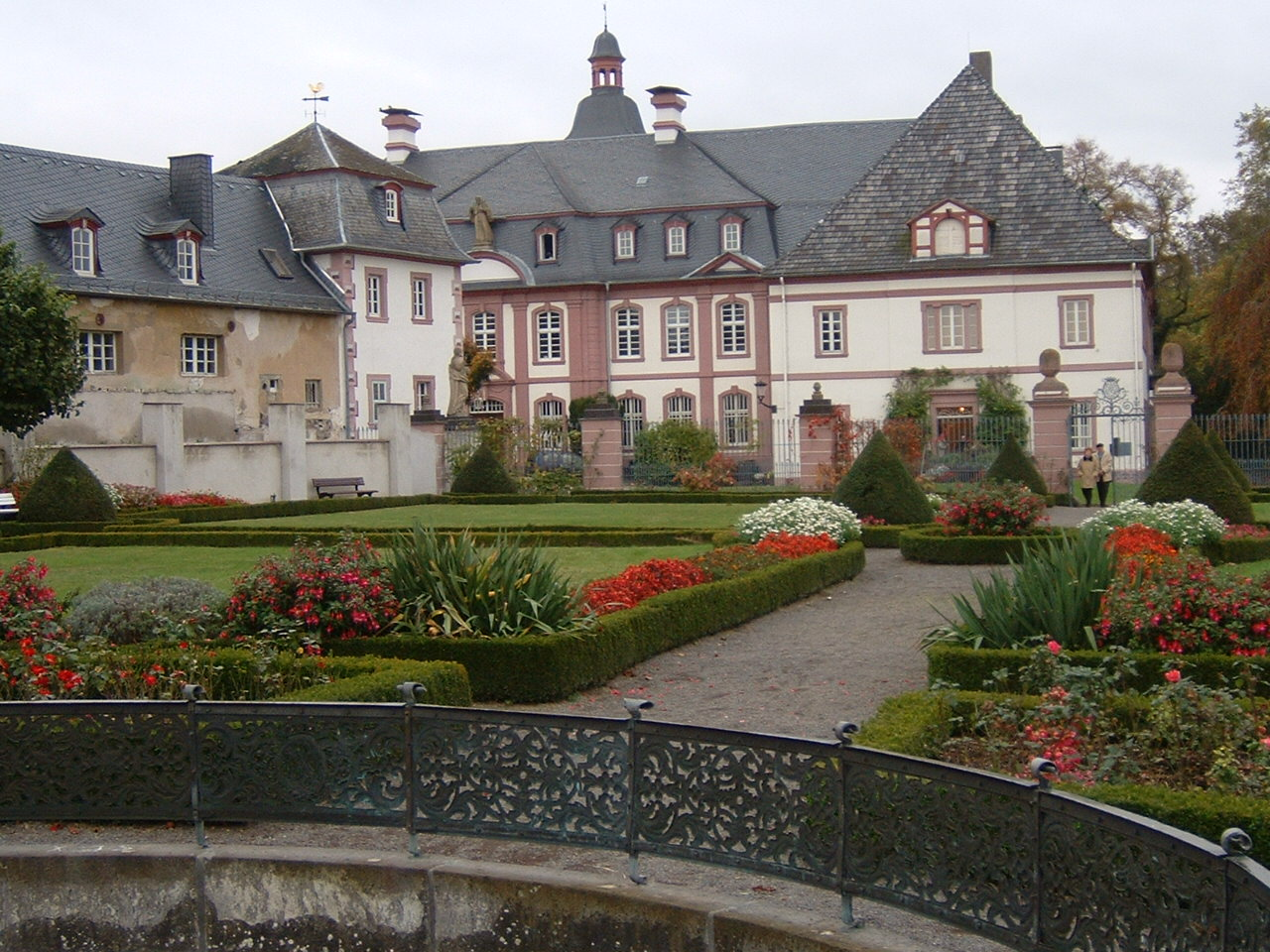
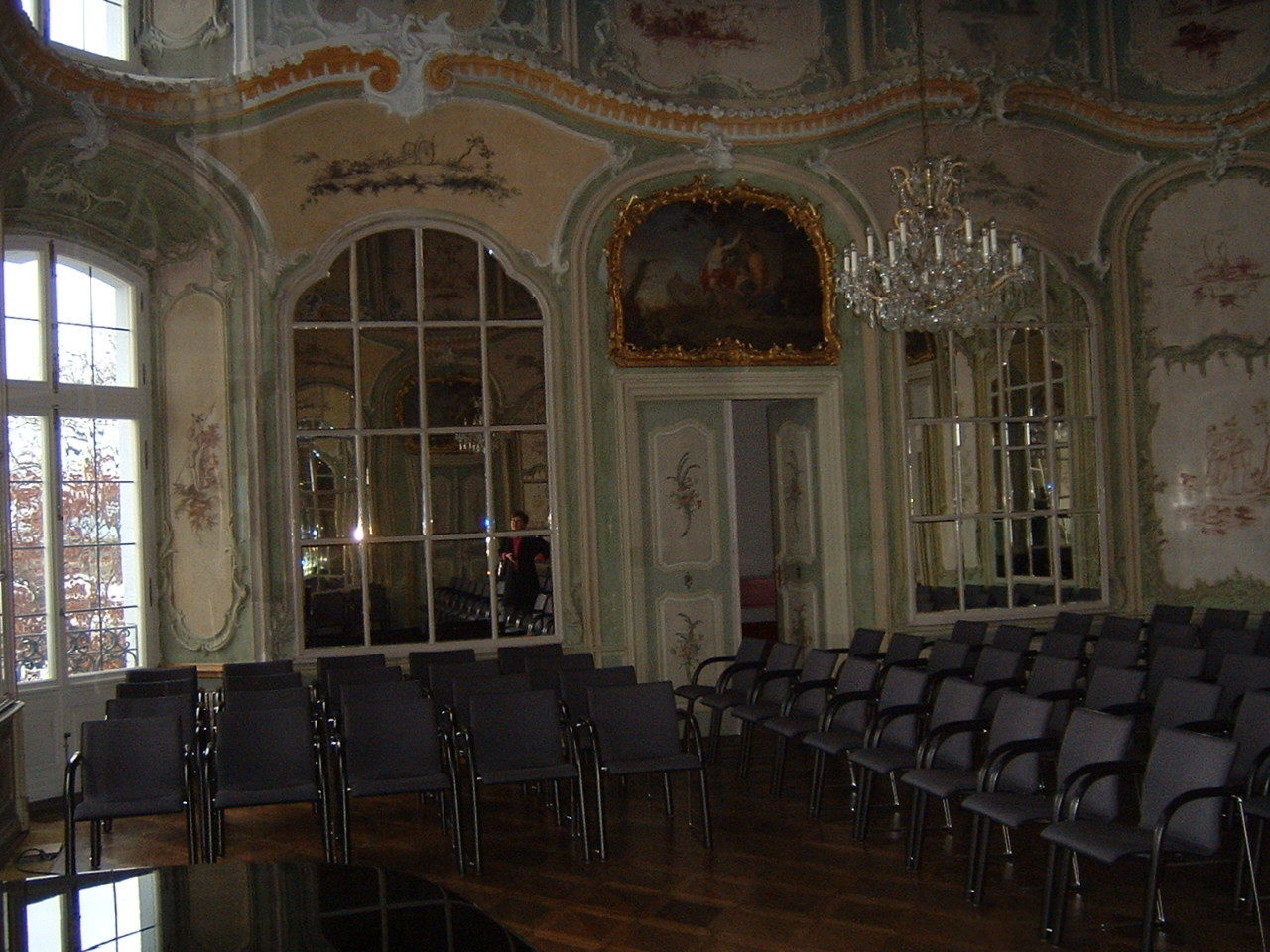
Замок
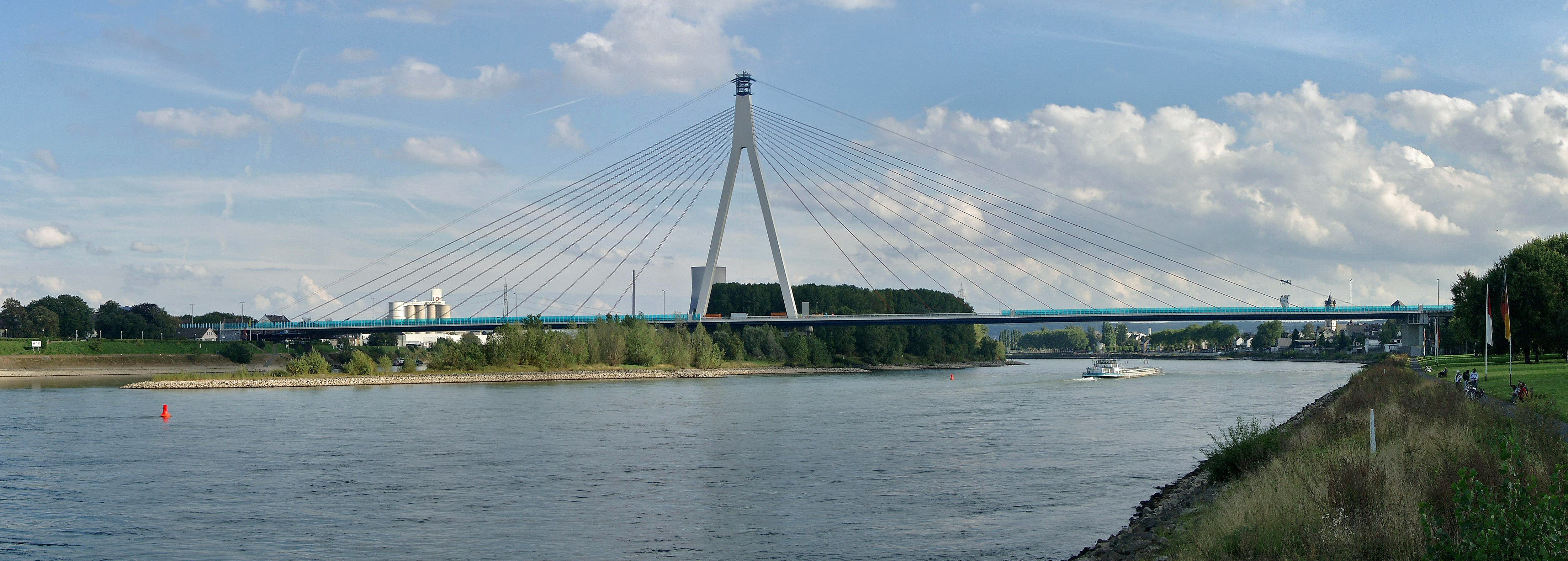
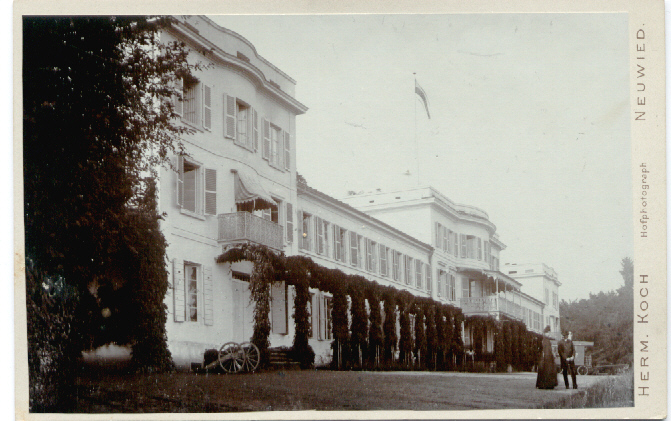
Замок
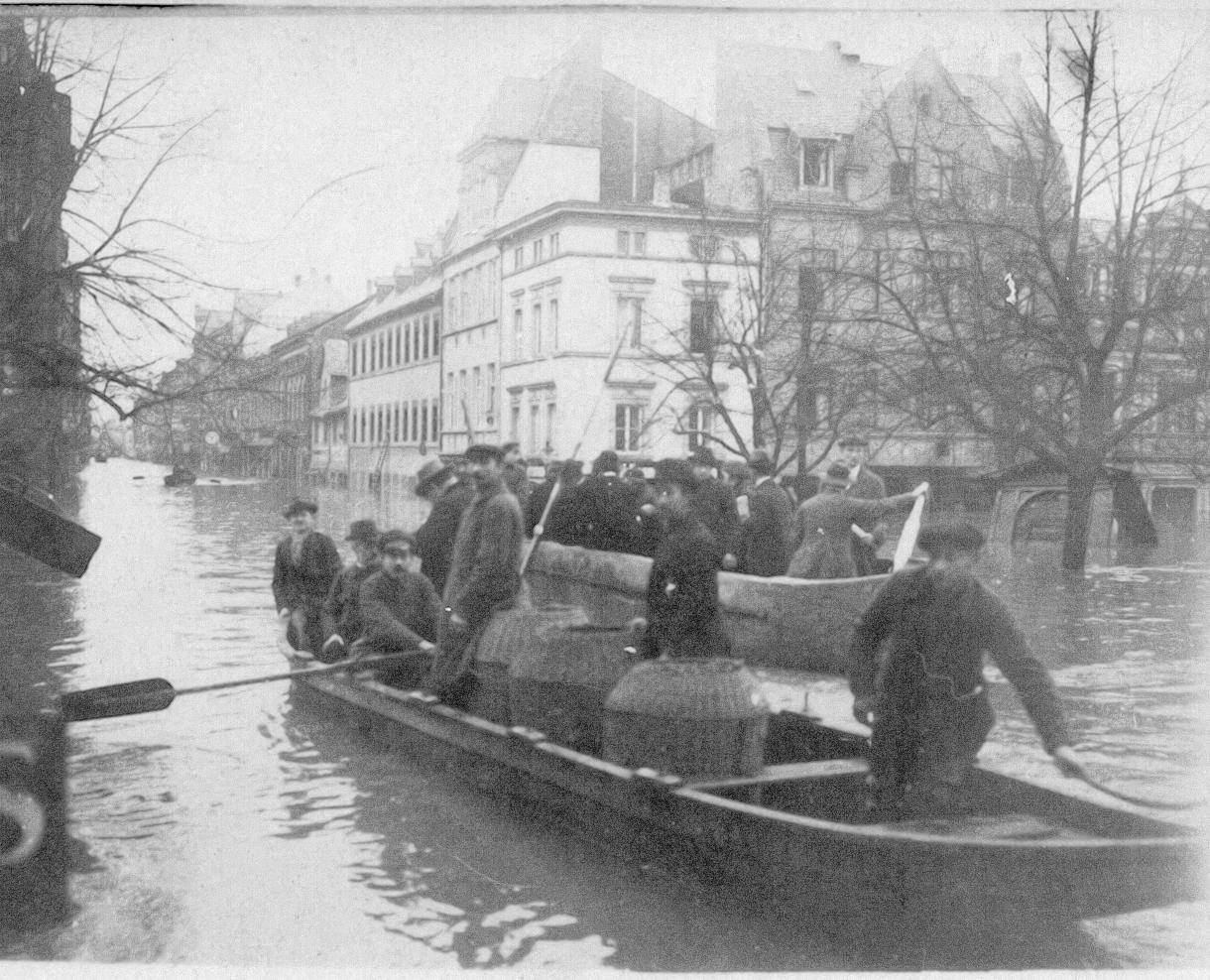
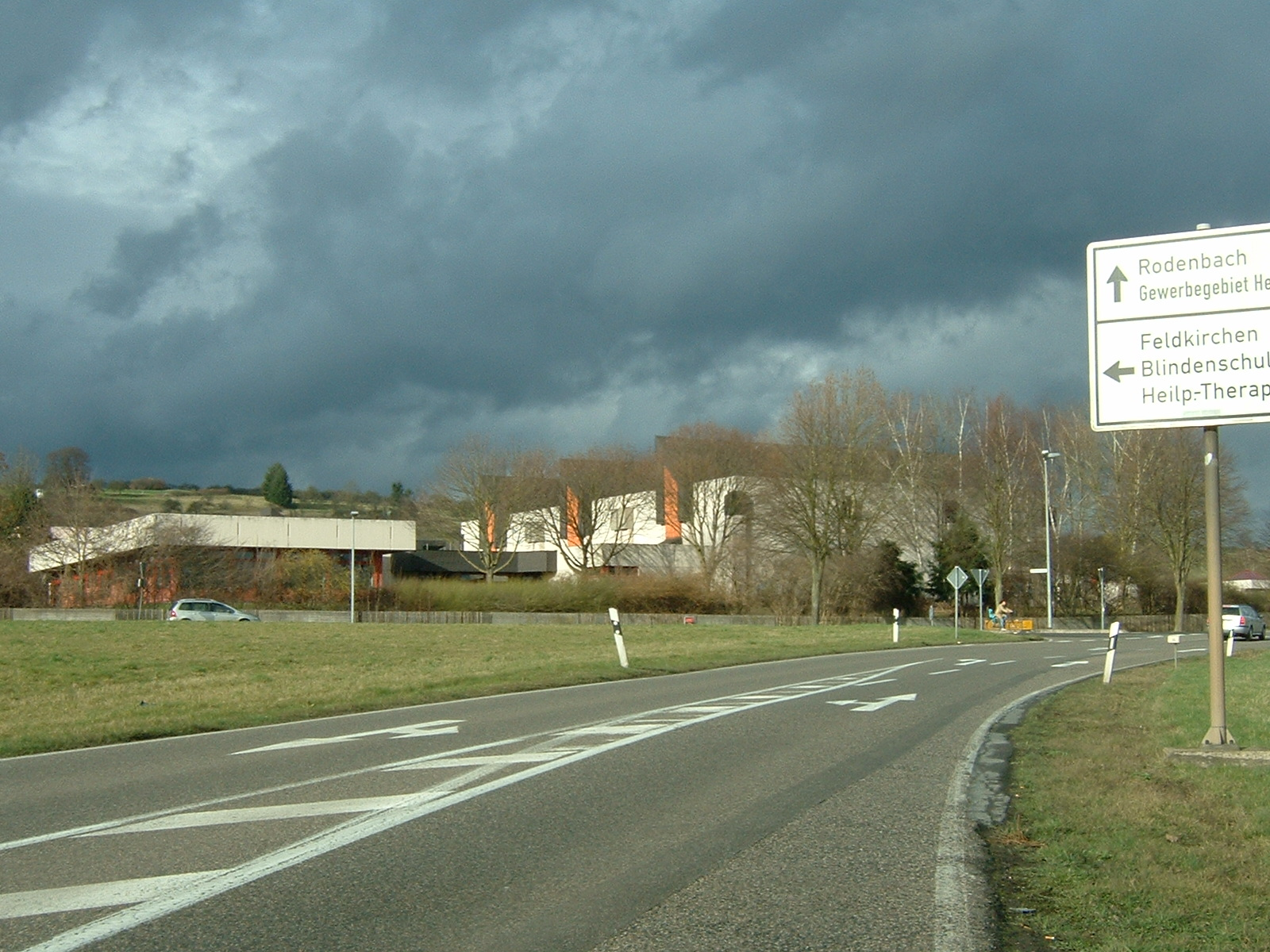
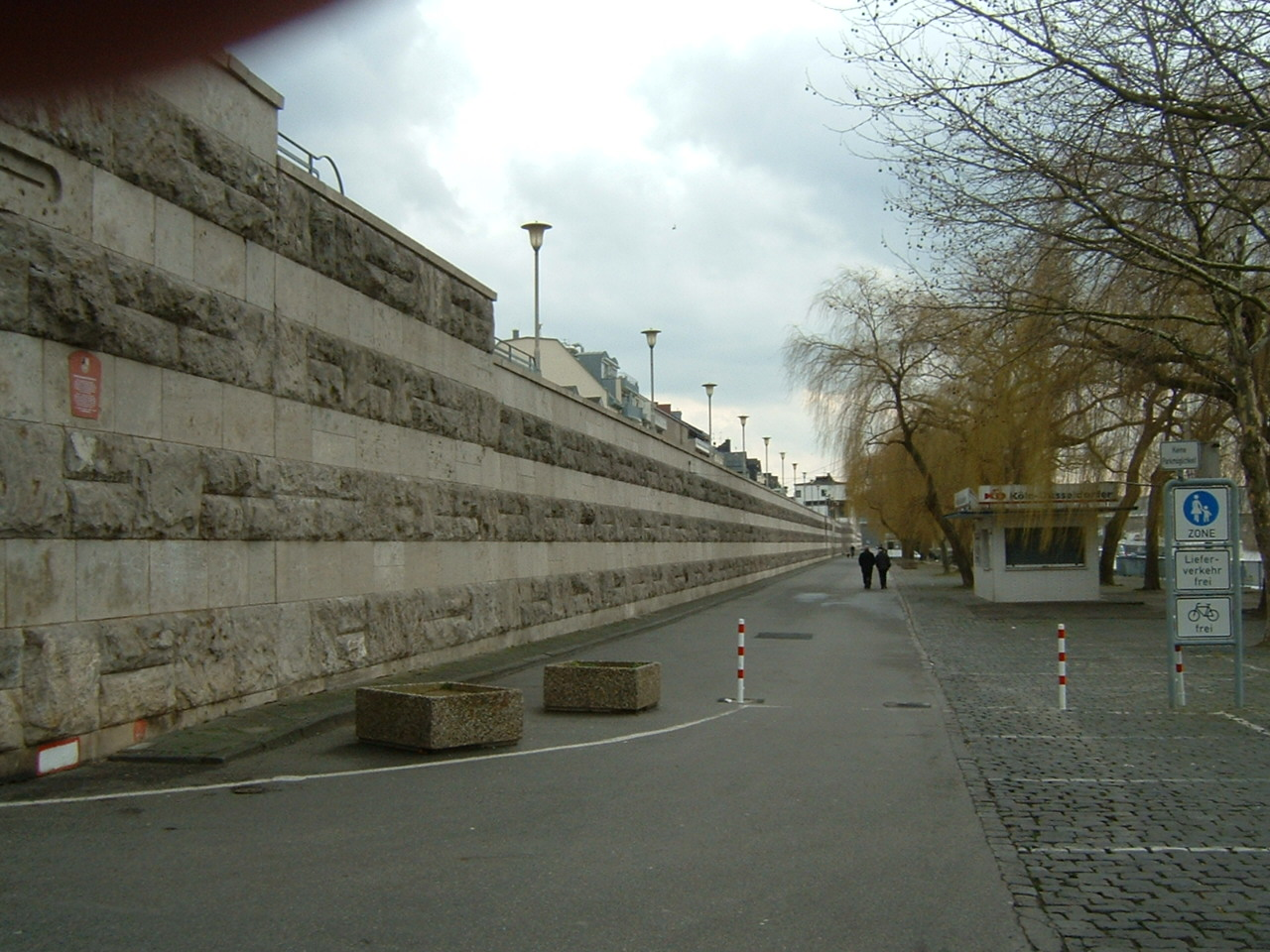
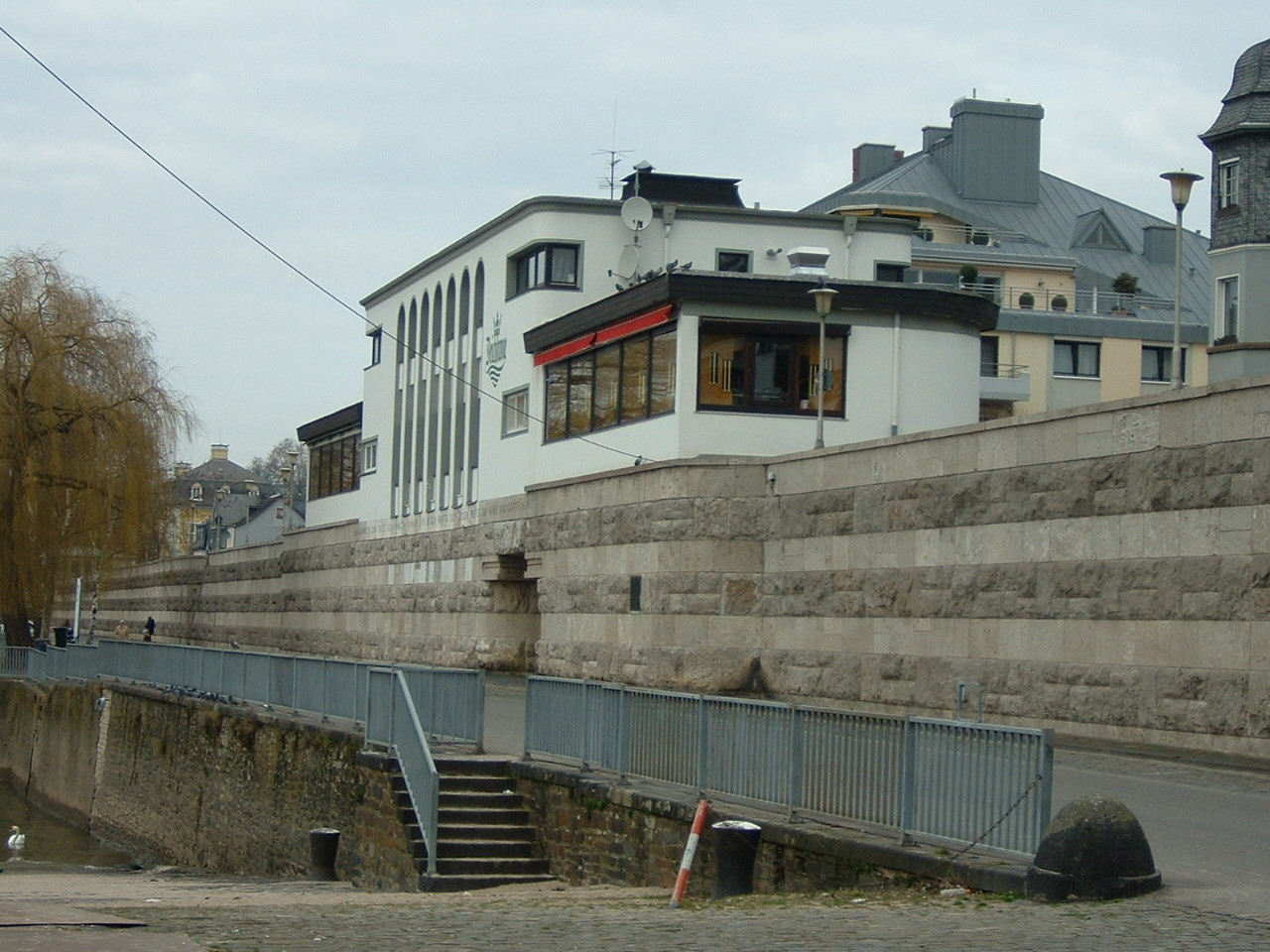
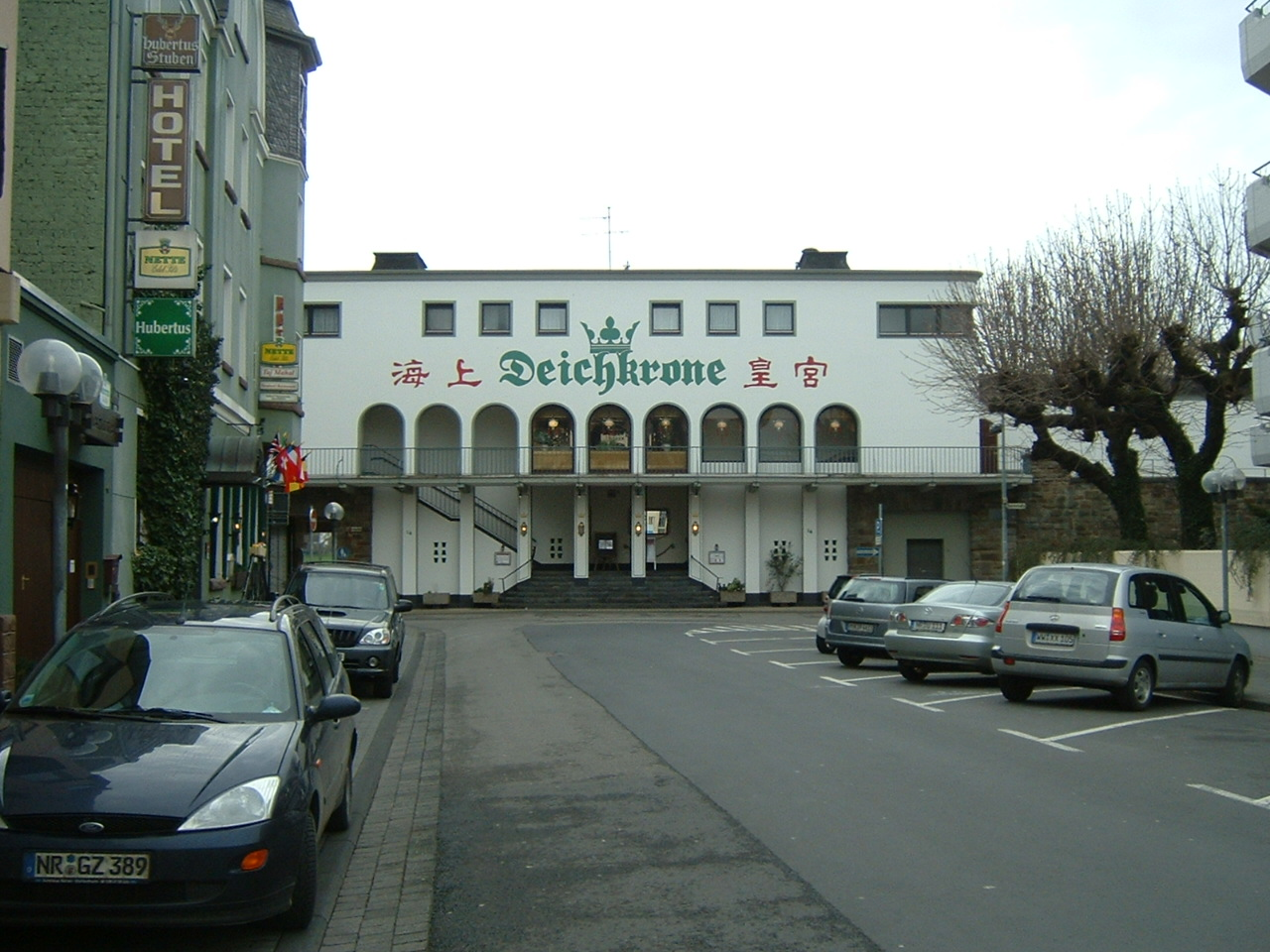
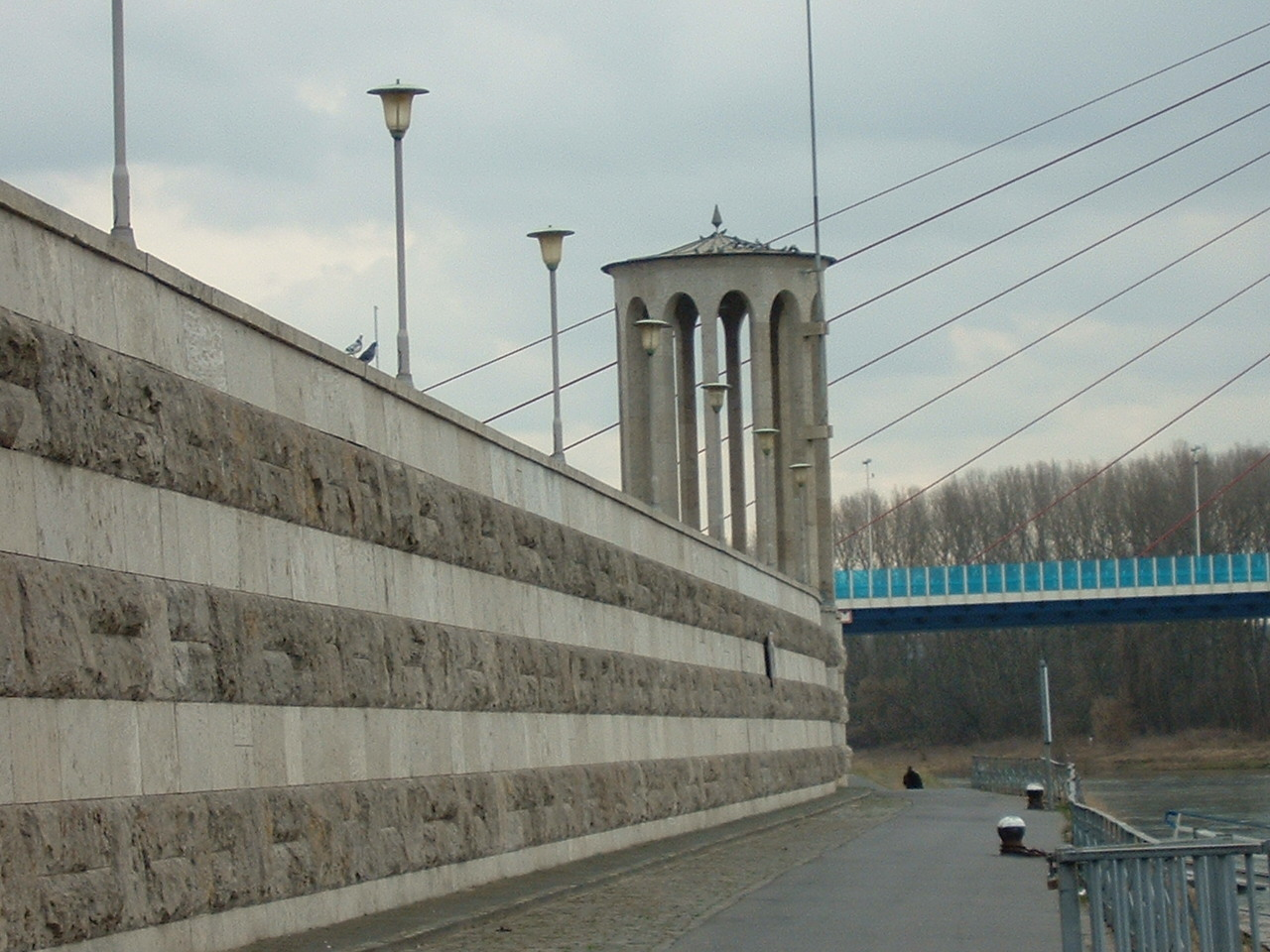